# Karl Grein

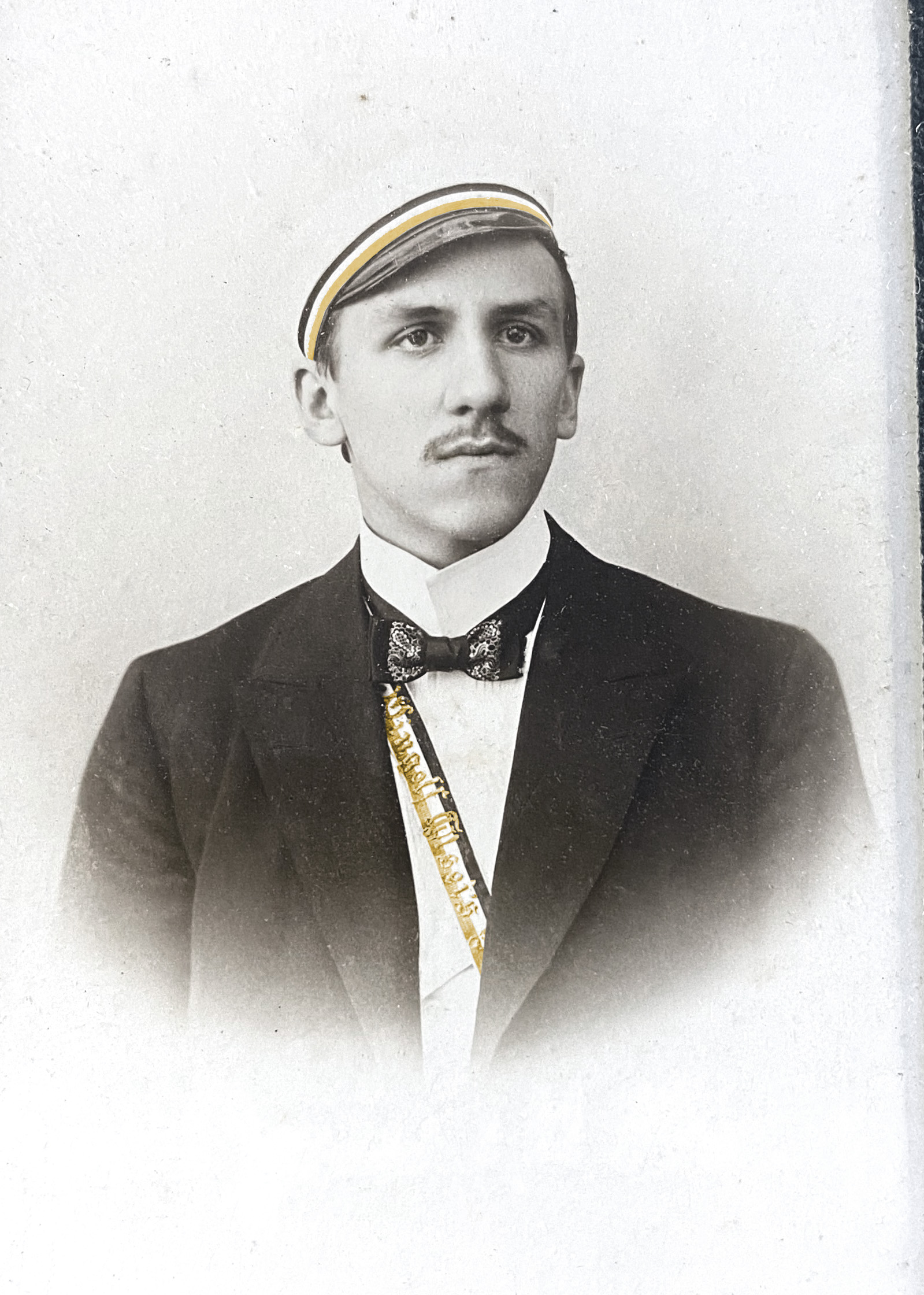
Karl Grein als Hallenser Wingolfit

Karl Ernst Friedrich Nicolaus Grein (* 21. November 1881 in Darmstadt; † 27. Juli 1957 ebenda) war ein deutscher evangelischer Theologe und Mitglied der Bekennenden Kirche.
Karl Grein wurde 1881 als Sohn des Hofpredigers Ernst Grein und seiner Frau Antonie in Darmstadt geboren und legte 1899 am dortigen Ludwig-Georgs-Gymnasium das Abitur ab. Anschließend studierte er Theologie in Halle und Gießen und trat 1899 in den Hallenser Wingolf und 1901 in den Gießener Wingolf ein. Nach dem folgenden Militärdienst war er in den v. Bodelschwinghschen Anstalten Bethel tätig.
Karl Grein erhielt 1912 in Kaichen bei Friedberg (Hessen) seine erste Pfarrstelle. Im Ersten Weltkrieg diente er als Militärgeistlicher an der Westfront. Nach anfänglicher Kriegsbegeisterung zweifelte er im Kriegsverlauf immer stärker an der Sinnhaftigkeit der militärischen Auseinandersetzung. 2017 wurden seine Kriegstagebücher sowie der Briefwechsel mit seiner Ehefrau Hedwig veröffentlicht.
Nach Kriegsende trat er in die linksliberale Deutsche Demokratische Partei ein und wurde 1919 Pfarrer in Arheilgen, seit 1937 Stadtteil von Darmstadt. Nach der nationalsozialistischen Machtübernahme war Grein an der Gründung des hessischen Pfarrernotbundes beteiligt, der im Herbst 1934 in der Bekennenden Kirche (BK) aufging. Auf Grund seiner Ablehnung des NS-Regimes und der in der evangelischen Kirche dominierenden Deutschen Christen wurde er 1934 von Landesbischof Ernst Ludwig Dietrich beurlaubt, setzte seinen Dienst jedoch mit Unterstützung der Arheilger Gemeindemitglieder fort. Nachdem seine Beurlaubung im März 1935 zunächst aufgehoben wurde, wurde er am 5. August desselben Jahres im Zusammenhang mit einem Dienststrafverfahren seines Amtes enthoben, setzte seine Tätigkeit jedoch weiter fort, wodurch es zur amtlichen Schließung der Arheilger Kirche und des Gemeindehauses kam. Nachdem Gläubige diese gewaltsam wieder öffneten, verzichtete die Landeskirche in der Folge auf Maßnahmen gegen Pfarrer Grein, entzog ihm jedoch die Unterstützung und 1936 das Recht, Religionsunterricht zu erteilen.
Gegen die Verfolgung der Arheilger Juden in Folge der Novemberpogrome 1938 protestierte Grein als einziger Bürger seines Stadtteils scharf und organisierte den Rettungsdienst für eine lebensgefährlich verletzte Bürgerin. Als Reaktion darauf kam es zu Schmierereien an Kirche und Pfarrhaus durch überzeugte Nationalsozialisten.
Nach dem Zweiten Weltkrieg war Grein zusammen mit weiteren Mitgliedern der Bekennenden Kirche maßgeblich am Neuaufbau der Evangelischen Kirche in Hessen und Nassau beteiligt. Er war zunächst Mitglied der vorläufigen Kirchenleitung in Hessen und wurde unter Kirchenpräsident Martin Niemöller 1950 Oberkirchenrat. Grein wurde die Wichernplakette und 1952 aufgrund seiner sozialen und karitativen Arbeit als erstem hessen-nassauischen Pfarrer das Bundesverdienstkreuz verliehen. Im selben Jahr ging er in den Ruhestand und verstarb fünf Jahre später in seiner Geburtsstadt Darmstadt.